# Радован Поповић (генерал)
Радован Поповић (Црна Трава, 1893 - 1941?) био је српски бригадни генерал, учесник балканских и светских ратова.

## Биографија
Гимназију је завршио у Зајечару. У Нижу школу Војне академије кренуо је 1910. године, али је због Првог балканског рата прекинуо школовање 17. септембра 1912. и академију завршио у првој половини 1914. године. У чин пешадијског потпоручника произведен је 1913, поручника 1915, капетана II класе 1919, капетана I класе 1920, мајора 1923, потпуковника 1927, пуковника 1933. и бригадног генерала 1940. године.
У балканским ратовима био је ађутант команданта 2. батаљона Трећег пешадијског пука II позива. На почетку Првог светског рата био је водни официр прекобројног пешадијског пука под командом потпуковника Стојшића. У току битке на Дрини, рањен је 10. новембра 1914. године на Солдатовића гају у главу. Са својом јединицом прошао је Албанску голготу и прешао на Крф где је био водни официр, заступник командира, а од 28. априла 1916. до 11. маја 1917. командир митраљеског одељења 1. батаљона 23. пешадијског пука. У тешким борбама на Кајмакчалану и Црној реци, 21. септембра 1916. је поново рањен. До новог рањавања у главу и руку је дошло 11. маја 1917. године код висова код Доброг поља. Више од годину дана провео је на лечењу у болници престолонаследника Александра у Солуну. У време пробоја Солунског фронта и до краја рата био је шеф Обавештајне секције у 22. пешадијском пуку. 
По завршетку рата био је командир 4. чете Треће пешадијске подофицирске школе, а затим командир чете у Осмом пуку. Године 1921-1922. био је командир чете у Првој пешадијској подофицирској школи и помоћник одељењског старешине у Војној академији. У периоду од 1. октобра 1923. до 1. октобра 1925. године завршио је Вишу школу Војне академије. Постављен је за помоћника начелника штаба Савске дивизијске области и команданта 4. батаљона 35. пешадијског пука. Од 13. маја 1927. до 30. априла 1928. године био је наставник у Поморској Војној академији, а затим годину дана командант 1. батаљона 35. пешадијског пука, па командант 1. батаљона Четврте пешадијске подофицирске школе од 19. априла 1929. до 26. јуна 1931. године, те вршилац дужности класног старешине у Војној академији до 18. јануара 1935. Од 21. јануара 1935. до 1. фебруара 1938. године био је ађутант краља Петра II и скоро у исто време, од 16. фебруара 1935. до 12. јануара 1938. године командовао је Другим пешадијским пуком "Књаз Михаило". Од 22. априла 1938. до 12. септембра 1940. био је члан испитне комисије за чин пешадијског капетана и председник комисије за чин пешадијског потпоручника. 
Унапређен је у чин бригадног генерала 6. септембра 1940. године, а од 12. септембра до капитулације југословенске војске априла 1941. био је командант пешадије Врбаске дивизијске области. Немци су га заробили и депортовали у Немачку.
За заслуге у ратном и мирнодопском периоду одликован је Сребрном и Златном медаљом за храброст, Орденом Белог орла с мачевима, Златном медаљом за ревносну службу, Медаљом за војничке врлине, орденима Југословенске круне III и IV реда, Орденом Карађорђеве звезде IV реда, Споменицом за српско-турски рат, Споменицом за српско-бугарски рат, Споменицом за ослобођење и уједињење, Албанском споменицом, Орденом румунске круне "Командант Милитер", чехословачким орденом Белог лава.